# Jeff Gorton
Jeff Gorton (* 27. April 1968 in Melrose, Massachusetts) ist ein US-amerikanischer Eishockeyfunktionär. Von Juli 2015 bis Mai 2021 war er als General Manager der New York Rangers aus der National Hockey League (NHL) tätig. Seit November 2021 fungiert er als Executive Vice President of Hockey Operations bei den Canadiens de Montréal.

## Karriere
Jeff Gorton beendete 1993 sein Sportmanagement-Studium am Springfield College und begann anschließend in der PR-Abteilung der Boston Bruins zu arbeiten. Bereits im Oktober 1994 stieg er dort zum Director of Scouting auf, bevor er 1999 zum Assistenten des General Managers ernannt wurde. Mit der Entlassung von General Manager Mike O’Connell übernahm er dessen Position interimsweise von März bis Juli 2006. In dieser Zeit war er unter anderem für den Transfer von Andrew Raycroft zu den Toronto Maple Leafs im Tausch für Tuukka Rask verantwortlich. Als Nachfolger von O’Connell wurde in der Folge jedoch Peter Chiarelli vorgestellt, sodass Gorton wieder als Assistent tätig war und die Organisation schließlich nach der Saison 2006/07 verließ.
Gorton wechselte anschließend zu den New York Rangers, bei denen er vier Jahre als Scout bzw. Director of Player Personnel tätig war, bevor er zur Saison 2011/12 auch hier zum Assistenten des General Managers aufstieg. Diese Position hatte der US-Amerikaner weitere vier Jahre inne, bis Glen Sather im Juli 2015 zurücktrat und Gorton als neuer General Manager übernahm. Kurz vor Ende der Saison 2020/21 wurde er mitsamt Präsident John Davidson entlassen, nachdem das Team die Playoffs in drei der vier letzten Spielzeiten verpasst hatte. Beide Funktionen übernahm Chris Drury in Personalunion.
Im November 2021 wurde Gorton von den Canadiens de Montréal als Executive Vice President of Hockey Operations engagiert, wobei er die Nachfolge von Marc Bergevin antrat, der auch als General Manager fungierte.
Gorton ist verheiratet und Vater zweier Kinder.